# Michel Parouty
Michel Parouty est un journaliste, critique musical et musicologue français né le 10 février 1945.

## Biographie
Michel Parouty a un diplôme d'études supérieures de philosophie, une licence de lettres et un diplôme de musicologie. Il commence par être enseignant puis devient journaliste en 1979. Il collabore à la revue Diapason depuis 1986 et participe à la rubrique culturelle des Échos depuis 1997,.
Il est le coauteur du Guide de la musique symphonique, publié chez Fayard en 1986. Il est notamment connu pour avoir publié l'ouvrage Mozart aimé des dieux, chez Gallimard, en 1988, réédité et enrichi en 1991. 
Il a contribué à l'inventaire de l'opéra dans l'Encyclopædia Universalis en 2005.
Il est le rédacteur des articles suivants sur l'Encyclopædia Universalis : Cecilia Bartoli, Montserrat Caballé, Régine Crespin, Plácido Domingo, Mirella Freni, Giacomo Puccini par Marcel Marnat, Stéphane Lissner, Jean-Claude Malgoire, Gian Carlo Menotti, Luciano Pavarotti, Patricia Petibon, Leontyne Price, Maurice Ravel par Jean Echenoz, Joan Sutherland et Kiri Te Kanawa.

## Publications
- Guide de la musique symphonique, avec François-René Tranchefort, André Lischke et Marc Vignal, Fayard, 1986[7].
- La traviata de Verdi, Paris, Flammarion, 1988 <[5],[8].
- Mozart aimé des dieux, Paris, Gallimard, 1988, réédition, version enrichie 1991<[5],[9].
- Thierry Beauvert et Michel Parouty, Les temples de l'opéra, Découvertes Gallimard, 1990, 128 p. (ISBN 978-2-07-053102-8)[10].
- Stockholm, avec Emmanuel Daydé, Paris, Museart, 1994.
- L'Opéra-comique, préface de Manuel Rosenthal, photographies de Nathalie Darbellay, Asa éditions, 1998[11].
- Le guide de l'opéra, éditions Mille et une nuits, 1999[12].
- Verdi et La traviata: vivre avec Violetta, Arte, 2001, 128 p. (ISBN 978-2-84205-544-8)[13],[14].
- Inventaire de l'opéra, Encyclopædia Universalis, 2005[15].

## Entretiens sur Altamusica
- Sandrine Piau et les fées, 1999. [lire en ligne]
- Karita Mattila, résolument impériale, 1999. [lire en ligne]
- Anja Silja, la voix théâtrale, 2002. [lire en ligne]